# Prix Collatz
Le prix Collatz est une distinction mathématique décernée par le Congrès international de mathématiques industrielles et appliquées (International Congress on Industrial and Applied Mathematics, ICIAM) et la GAMM (Gesellschaft für Angewandte Mathematik und Mechanik) tous les quatre ans en mathématiques appliquées et industrielles. Il a été créé en 1999 à l'initiative de la GAMM, et est financée par elle. Le prix est doté d'un montant de 5 000. Il porte le nom du mathématicien Lothar Collatz. Le prix est attribué à des scientifiques individuels, âgés de moins de 42 ans, « et qui ont apporté des contributions exceptionnelles en mathématiques industrielles et appliquées ».

## Lauréats
- 2023 : Maria Colombo
- 2019 : Siddhartha Mishra[1]
- 2015 : Annalisa Buffa
- 2011 : Emmanuel Candès[2]
- 2007 : Felix Otto
- 2003 : E Weinan
- 1999 : Stefan Müller